# خط طول 46° غرب
خط طول 46° غرب هو أحد خطوط الطول الجغرافية، والتي تمتد من القطب الشمالي الجغرافي إلى القطب الجنوبي الجغرافي، وحسب التحويل الزمني يتأخر خط طول 46° غرب عن خط غرينتش بـ3 ساعات و4 دقائق.

## من القطب إلى القطب
ينطلق خط طول 46° غرب من القطب الشمالي نحو القطب الجنوبي مرورا بالمناطق التي ترد في الجدول التالي:
| الإحداثيات                         | البلد أو الإقليم أو البحر | ملاحظات |
| ---------------------------------- | ------------------------- | --- |
| 90°0′N 46°0′W / 90.000°N 46.000°W  | المحيط المتجمد الشمالي    | |
| 83°41′N 46°0′W / 83.683°N 46.000°W | بحر لنكولن                | |
| 83°6′N 46°0′W / 83.100°N 46.000°W  | جرينلاند                  | Sverdrup Island |
| 82°51′N 46°0′W / 82.850°N 46.000°W | بحر لنكولن                | |
| 82°38′N 46°0′W / 82.633°N 46.000°W | جرينلاند                  | Island of جزيرة ناريس [لغات أخرى]‏ |
| 82°15′N 46°0′W / 82.250°N 46.000°W | Victoria Fjord            | |
| 81°59′N 46°0′W / 81.983°N 46.000°W | جرينلاند                  | |
| 60°33′N 46°0′W / 60.550°N 46.000°W | المحيط الأطلسي            | |
| 1°7′S 46°0′W / 1.117°S 46.000°W    | البرازيل                  | مارانهاو توكانتينس — from 10°18′S 46°0′W / 10.300°S 46.000°W باهيا — from 10°32′S 46°0′W / 10.533°S 46.000°W غوياس — from 14°18′S 46°0′W / 14.300°S 46.000°W Bahia — for about 16 km from 14°48′S 46°0′W / 14.800°S 46.000°W ميناس جرايس — for about 9 km from 14°57′S 46°0′W / 14.950°S 46.000°W Bahia — for about 9 km from 15°2′S 46°0′W / 15.033°S 46.000°W Minas Gerais — from 15°12′S 46°0′W / 15.200°S 46.000°W ساو باولو (ولاية) — from 22°52′S 46°0′W / 22.867°S 46.000°W |
| 23°48′S 46°0′W / 23.800°S 46.000°W | المحيط الأطلسي            | |
| 60°0′S 46°0′W / 60.000°S 46.000°W  | المحيط الجنوبي            | |
| 60°34′S 46°0′W / 60.567°S 46.000°W | جزر أوركني الجنوبية       | Coronation Island — المطالب الإقليمية بالقارة القطبية الجنوبية by both الأرجنتين (محافظة تييرا ديل فويغو) and المملكة المتحدة (المقاطعة البريطانية بالقارة القطبية الجنوبية) |
| 60°38′S 46°0′W / 60.633°S 46.000°W | المحيط الجنوبي            | |
| 77°56′S 46°0′W / 77.933°S 46.000°W | القارة القطبية الجنوبية   | المطالب الإقليمية بالقارة القطبية الجنوبية by both الأرجنتين (المقاطعة الأرجنتينية بالقارة القطبية الجنوبية) and المملكة المتحدة (المقاطعة البريطانية بالقارة القطبية الجنوبية) |